# تشارلز جون ثورن
تشارلز جون ثورن (بالإنجليزية: Charles John Thorn)‏ هو نقابي نيوزيلندي، ولد في 1847، وتوفي في 1935.